# Coppa di Libia
La Coppa di Libia o Coppa Al-Fatah, è la coppa calcistica nazionale della Libia. La prima edizione si disputò nel 1975. Nel 1996 viene denominata Coppa Al-Fatah.

## Albo d'oro
- 1974-1975  Al-Ahly Tripoli
- 1975-1976  Al-Ahly Tripoli
- 1976-1977  Al-Madina
- 1977-1978  Al-Nasr Bengasi
- 1978-1979 Non disputata
- 1979-1980  Al-Ahly Bengasi
- 1980-1981  Al-Ahly Bengasi
- 1981-1982  Al-Nasr Bengasi
- 1982-1983  Al-Ahly Tripoli
- 1983-1984  Al-Nasr Bengasi
- 1984-1985  Al-Ahly Tripoli
- 1985-1986  Al-Ittihad Tripoli
- 1986-1987  Libya F.C.
- 1987-1988  Al-Ahly Bengasi
- 1988-1989  Al-Soukour
- 1989-1990  Al-Madina
- 1990-1991  Al-Ahly Bengasi
- 1991-1992  Al-Ittihad Tripoli
- 1992-1993  Al-Wahda
- 1993-1994  Al-Ahly Tripoli
- 1994-1995  Al-Ahly Tripoli
- 1995-1996  Al-Ahly Bengasi
- 1996-1997  Al-Nasr Bengasi
- 1997-1998  Al-Shat
- 1998-1999  Al-Ittihad Tripoli
- 1999-2000  Al-Ahly Tripoli
- 2000-2001  Al-Ahly Tripoli
- 2001-2002  Al-Hilal Bengasi
- 2002-2003  Al-Nasr Bengasi
- 2003-2004  Al-Ittihad Tripoli
- 2004-2005  Al-Ittihad Tripoli
- 2005-2006  Al-Ahly Tripoli
- 2006-2007  Al-Ittihad Tripoli
- 2007-2008  Khaleej Sirte
- 2008-2009  Al-Ittihad Tripoli
- 2009-2010  Al-Nasr Bengasi
- 2010-2011 Non disputata
- 2011-2012 Non disputata
- 2012-2013 Non disputata
- 2013-2014 Non disputata
- 2014-2015 Non disputata
- 2016  Al-Ahly Tripoli
- 2017 Non disputata
- 2018  Al-Ittihad Tripoli
- 2019-2022 Non disputata
- 2023  Al-Ahly Tripoli

## Titoli per squadra
- 11  Al-Ahly Tripoli
- 8  Al-Ittihad Tripoli
- 6  Al-Nasr Bengasi
- 5  Al-Ahly Bengasi
- 2  Al-Madina
- 1  Al-Hilal Bengasi
- 1  Al-Shat
- 1  Khaleej Sirte
- 1  Al-Wahda
- 1  Al-Soukour
- 1  Libya F.C.